# Kaszáló
A kaszáló olyan gyep, amelyet kaszálva hasznosítanak, tehát nem állatok ráhajtásával és lelegeltetéssel kerül a növényzet takarmányozásra.
Fajösszetétele eltérő (lehet) a legelőétől, hiszen egyrészt más adottságú területek is szóba jöhetnek ilyen hasznosításra, másrészt a legelő állatok taposását, és rágását az alkotó fajok különbözőképpen viselik. Ideális területei az üde termőhelyek, ahol kedvező tömeget képes adni.
Hasznosítására a kasza való, mely ma már természetesen túlnyomó többségében gépi. A lekaszált füvet/gyepet vagy száradni hagyják, vagy zölden behordják feletetésre. Ez utóbbi is inkább kisgazdaságokra jellemző. A mesterséges szárítás az energiaválság előtti időkben is inkább a pillangósok esetén volt fellelhető, de ma leginkább a természetes szárítás az elterjedt. Ekkor a lekaszált területen, a nap melege és a szél szárítja meg. Közben forgatni kell, majd összegyűjteni.
Ezek után beszállítható villázva vagy bálázva, és éveken keresztül tárolható (bár karotintartalma erősen csökken).